# کاراگوآزو
کاراگوآزو (به اسپانیایی: Caaguazú) شهری در کشور پاراگوئه، استان کاراگوآزو است که جمعیت آن در سرشماری سال ۲۰۰۲ میلادی ۴۸٫۹۴۱ نفر بوده‌است.